# Wapen van Galder

Dorpswapen van Galder

Het wapen van Galder is op 10 december 1996 door de gemeenteraad van Nieuw-Ginneken vastgesteld als dorpswapen voor Galder. Op 1 januari 1997 werd Nieuw-Ginneken opgeheven en kwam Galder onder de gemeente Alphen-Chaam te vallen. In 2012 heeft deze gemeente de dorpswapens en -vlaggen voor de onder de gemeente vallende dorpen opnieuw vastgesteld.

## Blazoenering
De blazoenering bij het wapen luidt als volgt:
Gedeeld : I in hermelijn een schuinkruis van keel; II doorsneden; a in zilver een St. Jacobsschelp van keel; b in keel drie andrieskruisen van zilver.

## Geschiedenis
Het wapen is ontworpen door de Noord-Brabantse Commissie voor Wapen- en Vlaggenkunde. Het kruis op hermelijn was ontleend aan het wapen van het geslacht Daesdonck, dat een kasteel bezat in Galder. De sint-jakobsschelp is een symbool voor Jakobus de Meerdere, de parochieheilige van Galder. De drie kruisjes zijn afkomstig uit het wapen van Breda en verwijzen naar het Land van Breda, waaronder Galder in het verleden viel.

## Verwante wapens

Het wapen van Breda
Het dorpswapen van Ulvenhout

Bavel
· De Mortel
· De Rips
· Dinteloord
· Elsendorp
· Galder
· Gemert
· Ginneken
· Handel
· Mierlo-Hout
· Milheeze
· Nispen
· Rosmalen
· Sint-Michielsgestel
· Strijbeek
· Ulvenhout